# 柿崎川
柿崎川（かきざきがわ）は、新潟県上越市を流れる河川。二級水系の本流であり、水系はこれを含む10の法河川から成る。

## 地理
新潟県上越市柿崎区黒岩の小村峠に源を発し西に流れ、柿崎区柿崎で日本海に注ぐ。

## 流域の自治体
新潟県
- 上越市

## 河川施設
- 柿崎川ダム（新潟県上越市柿崎区上中山/柿崎区松留）

## 並行する交通
- 新潟県道25号柿崎小国線